# Limbach (Vogtland)
Limbach település Németországban, azon belül Szászország tartományban. Lakosainak száma 1391 fő (2023. december 31.).

## Népesség
A település népességének változása:
| Lakosok száma | 1454 | 1448 | 1384 | 1401 | 1391 |
|               | 2017 | 2019 | 2021 | 2022 | 2023 |